# عمر بنجلون
عمر بنجلون (26 نوفمبر 1936 – 18 ديسمبر 1975) محامي ونقابي وسياسي يساري مغربي. ترأس جمعية طلبة شمال أفريقيا المسلمين بين 1959 و1960. في يناير 1975 انتُخب عضوًا في المكتب السياسي للإتحاد الاشتراكي للقوات الشعبية، يُعتبر من أشرس المعارضين لنظام الملك الحسن الثاني، تم اغتياله سنة 1975.

## النشأة والدراسة
ولد عمر سنة 1936 في قرية بركم بعين بني مطهر نواحي جرادة بالقرب من مدينة وجدة، والده كان عامل في معمل لاستغلال المعادن. تلقى تعليمه الابتدائي والثانوي في مسقط رأسه، ثم انتقل إلى وجدة، إلى أن حصل على القسم الثاني من البكالوريا. التحق بالتنظيمات الحزبية للشبيبة المدرسية بوجدة. وفي أكتوبر 1955 وقف إلى جانب بعض زملائه لإبلاغ احتجاجهم إلى المسؤول الفرنسي عن بعض التصرفات.
انتقل بعدها إلى كلية الحقوق بالرباط، لينتقل بعدها سنة 1957 إلى باريس، بموازاة دراسته بكلية الحقوق في السنة الثالثة والمدرسة العليا للبريد والمواصلات. صادف حلول عمر بنجلون في فرنسا تأسيس الاتحاد الوطني لطلبة المغرب. أصبح رئيسا لجمعية طلبة شمال أفريقيا المسلمين لسنة 1959-1960 ، وهي السنة الجامعية التي حصل فيها على الليسانس، ودبلوم المدرسة العليا للبريد.

## حياته المهنية والسياسية
عاد عمر إلى المغرب في يونيو 1960 ، وأسندت له مسؤولية جهوية في البريد بالدار البيضاء ، وانغمس كليا في العمل النقابي في جامعة البريد التابعة للاتحاد المغربي للشغل. فاصطدم مع قيادة الاتحاد المغربي للشغل، واختطف لدوره وحضوره المكثف داخل جامعة البريد.
انتقل سنة 1962 إلى العمل بالمديرية الجهوية للبريد بالرباط ، مواصلا نشاطه في جامعة البريد ، وفي الاتحاد الوطني للقوات الشعبية، وعاد في نفس السنة إلى باريس لاجتياز امتحان دبلوم الدراسات العليا في القانون العام. في ماي 1962، أصبح عضوًا في اللجنة الإدارية للاتحاد الوطني للقوات الشعبية ، بعد انعقاد مؤتمره الثاني.

### المواجهة مع النقابة
في يناير 1963 انتخب عمر بنجلون مندوبا إلى المؤتمر الثالث للاتحاد المغربي للشغل. في مدخل مقر المؤتمر اختطف واحتجز وعذب في قبو لمدة يوم كامل ، إلى جانب آخرين من جامعة البريد.
قبيل الانتخابات التشريعية لعام 1963، سيحدث نقاش حاد بالحزب؛ بعض دافع عن المشاركة في الانتخابات، وفي طليعتهم المهدي بنبركة، وبعض آخر عارض ذلك، وفي مقدمتهم عمر بن جلون. بعد نقاش مستفيض، أيدت الأغلبية المشارَكة، فشارك في الحملة الانتخابية التشريعية في مايو 1963، في كل من الدار البيضاء ووجدة. عاد مرة أخرى إلى وجدة في يوليوز 1963 ، بمناسبة إعداد الانتخابات البلدية والجماعية ، وتم اعتقاله يوم 16 يوليو في اجتماع اللجنة المركزية الموسع بالدار البيضاء ، واتهم على إثره بتحضير مؤامرة ضد النظام . صدر ضده حكم بالإعدام في مارس 1964، بتهمة تسريب أسلحة من الجزائر إلى المغرب . بعد سلسلة اتصالات بين الحسن الثاني وعبد الرحيم بوعبيد حول الأزمة التي كانت تهب على المغرب ، أفضى الحوار إلى العفو يوم 14 أبريل 1965 على عدد من المحكوم عليهم ، ومنهم عمر بنجلون ، ثم تعرض للاعتقال مرة ثانية يوم 16 مارس 1966، وأمضى في السجن مدة سنة ونصف ، وأطلق سراحه في 21 شتنبر 1967.
اشتغل بنجلون كمحامي، وعمل إلى جانب عبد الرحيم بوعبيد ومحمد الصديقي في الإعداد لمحاكمة مراكش في صيف 1971 ، والتي بدأ الاستعداد لها منذ يوليو حتى سبتمبر 1970 ، عندما راسل عدد من المعتقلين في السجن العسكري بالقنيطرة ، عبد الرحيم بوعبيد للدفاع عنهم.

### محاولة الاغتيال
كان من بين المعتقلين في السجن العسكري أحمد بنجلون ، الأخ الأصغر لعمر ، الذي اختطف مع سعيد بونعيلات من مدريد أواخر يناير 1970 ، وبعد انطلاق حملة الاعتقالات التي مست نشطاء الاتحاد الوطني للقوات الشعبية، منذ 16 ديسمبر 1969.
يوم 13 يناير 1973، توصل بطرد ملغوم في ليلة عيد الأضحى، وهي عمليتي اغتيال ضد كل من عمر بنجلون ومحمد اليازغي، فنجا بنجلون من الاغتيال ، في حين انفجرت القنبلة الأخرى في وجه اليازغي، في نفس اليوم الذي تم إعدام الضباط المتورطين في محاولة الانقلاب الثانية. وفي نفس الشهر وإلى غاية شهر مارس اندلعت حوادث مسلحة في مدن الدار البيضاء ووجدة ، وتأججت بالمواجهات المسلحة بين عناصر الجيش وخلايا التنظيم السري التي تسرب جزء منها من الحدود الجزائرية المغربية ، فأعلن بلاغ حكومي في شهر أبريل 1973، عن توقيف أنشطة الاتحاد الوطني للقوات الشعبية ، وتم اعتقال عشرات الناشطين وأغلبية الأطر الحزبية ، في حين تمكن بعضهم من اللجوء إلى الخارج ، بينما اعتقال عمر بنجلون يوم 9 مارس 1973 ، وأدى هذا إلى محاكمة الحزب والناشطين في محاكمة القنيطرة في صيف 1973، وبعد يناير 1975 ، عند إطلاق سراح الأطر الحزبية ، تسلم عمر بنجلون إدارة جريدة المحرر يوم 23 نوفمبر 1974 ، مباشرة بعد خروجه من السجن.

## اغتياله
في يناير 1975 انتخب عمر بنجلون عضوًا في المكتب السياسي للاتحاد الاشتراكي للقوات الشعبية. نظمت عملية اغتيال للرجل أمام بيته ظهيرة 18 ديسمبر 1975، بواسطة عناصر يشتبه بانتمائها إلى الشبيبة الإسلامية، الأمر الذي فسره البعض محاولة لإعطاء صبغة الاغتيال كمجرد تناحر بين الاتحاد الاشتراكي وتنظيم الشبيبة الإسلامية. حيث تم اعتقال إبراهيم كمال واتهام عبد الكريم مطيع، وتم تبرئت كمال بمنطوق الحكم الذي أصدرته غرفة الجنايات بمحكمة الاستئناف بالدار البيضاء بتاريخ 18 سبتمبر 1980.

## وصلات خارجية
- أرشيف مؤسسة عبد الرحيم بوعبيد (ملف محاكمة مراكش 1971 ).